# Gedo (wrestler)
Keiji Takayama (高山 圭司?, Takayama Keiji; Musashimurayama, 20 febbraio 1969) è un wrestler giapponese.
Conosciuto soprattutto con il ring name di Gedo  (外道?, Gedō), è noto principalmente come wrestler di coppia, in particolare per le numerose partecipazioni al World Class Tag Team a fianco di Jado.

## Carriera
Gedo compie il suo debutto per la New Japan Pro-Wrestling (NJPW) il 19 marzo 1989 durante il Takeshi Puroresu Gundan (TPG), parodia giapponese dell'era Rock 'n Wrestling della World Wrestling Federation. Il suo primo avversario è Magic Monkey Wakita, più tardi divenuto noto come Super Delfin. Al termine del TPG, Jedo lascia la NPJW insieme a Makita ed al collega Jado: proprio con quest'ultimo avrebbe più tardi formato il World Class Tag Team, tra le principali coppie giapponesi degli anni novanta e duemila.
I due firmano più tardi per la Universal Wrestling Association in Messico con i nomi di Punish (Jado) e Crush (Gedo), sconfiggendo Silver King ed El Texano per i titoli intercontinentali di coppia UWA/UWF l'8 novembre 1991. Nel corso del 1992 conquistano nuovamente le cinture in altre due occasioni. Il 1994 vede i due passare alla Wrestle Association R (WAR), dove si confermano nuovamente tra i migliori tag team del momento e vincono i titoli di coppia a sei uomini a fianco di "Kodo" Fuyuki il 6 giugno, in un match contro Genichiro Tenryu, Animal Hamaguchi e Koki Kitahara. Tra il 1994 ed il 1996 Gedo riuscirà ad aggiudicarsi tale cintura altre quattro volte.
Oltre a distinguersi come wrestler di successo a livello di tag team, nei primi anni novanta Gedo riesce a ritagliarsi uno spazio anche da singolo nella divisione dei pesi massimileggeri. Nel 1994 raggiunge la semifinale della Super J-Cup prima di essere superato da Wild Pegasus. Vi partecipa nuovamente l'anno seguente, raggiungendo questa volta la finalissima che lo vede però battuto da Jushin Thunder Liger. Conquista il suo primo campionato da singolo il 26 marzo 1995 quando sconfigge Lionheart per il titolo internazionale WAR dei massimileggeri. Dopo un breve regno, più tardi riconquista la cintura grazie ad un successo su Último Dragón.
Con il declino della WAR Gedo e Jado scelgono di trasferirsi altrove. La loro scelta ricade quindi sulla Frontier Martial-Arts Wrestling, tra le principali federazioni indipendenti nipponiche, dove il 21 marzo 1997 assieme a Kodo Fuyuki conquistano le cinture FMW World Street Fight a sei uomini imponendosi sugli Headhunters e Hisakatsu Oya. Lo stesso anno Gedo ha l'opportunità di viaggiare in Nord America per la tournée WCW Halloween Havoc, dove si misura con Chris Jericho e il 31 agosto vince il titolo nordamericano CRMW dei mediomassimi contro Ricky Fuji. Nel corso di questa tappa estiva Mike Tenay, dopo aver conosciuto personalmente l'asiatico, definirà Gedo il "Dusty Rhodes del Giappone", sottolineando tra l'altro la sua passione per lo stile di wrestling statunitense degli anni settanta.

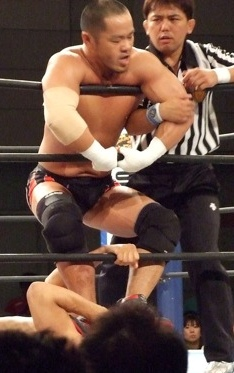
Gedo nel giugno 2011

La prossima importante tappa della carriera del giapponese arriva il 13 giugno 1999, non più a fianco dell'inseparabile Jado ma di Koji Nakagawa: in tale occasione la coppia sconfigge Masato Tanaka e Tetsuhiro Kuroda per i titoli di coppia FMW Brass Knuckles. Gedo abbandona la FMW nel 2001 insieme ai vari Masato Tanaka, Jado, Hideki Hosaka e Kaori Nakayama, con i quali forma un gruppo di freelancer. Successivamente Gedo e Jado fanno il proprio ritorno alla New Japan, dove il 20 luglio 2001 vincono i titoli di coppia IWGP dei massimileggeri ai danni di Jushin Thunder Liger ed El Samurai. Intraprende quindi un'accesa rivalità con Liger, dopo essere riuscito a smarcherarlo con l'aiuto di Jado. I due vinceranno nuovamente le cinture di coppia dei massimileggeri nel 2003 dopo aver sconfitto Liger e Samurai.
Nel 2007 riceve un'offerta dalla WWE, poi rifiutata per differenze di visione in quanto la compagnia gli aveva chiesto di interpretare uno stereotipo di personaggio giapponese.
Il 13 novembre 2010 Gedo e Jado tornano alla vetta della categoria di coppia sconfiggendo i membri del Chaos Davey Richards e Rocky Romero nella finale del torneo Super J Tag League 2010. Dopo tale importante traguardo ricevono un'opportunità titolata per le corone di coppia IWG dei massimileggeri, venendo però sconfitti dai campioni in carica Golden☆Lovers (Kenny Omega e Kōta Ibushi) il 26 dicembre seguente. Con l'avanzare dell'età Gedo e Jado inizieranno a limitare le proprie presenze sul ring, preferendo dedicarsi all'attività di booker dietro le quinte. Ciò nonostante Gedo non si leva completamente dalle scene, facendo da manager per il promettente Kazuchika Okada. Il 5 luglio 2013 torna a competere da singolo quando viene sconfitto da Prince Devitt in un match valevole una title shot al titolo IWGP dei massimileggeri, detenuto proprio da Okada. Il 1º novembre torna a far coppia con Jado in occasione di una sconfitta contro i campioni in carica Suzuki-gun (Taichi e Taka Michinoku), per i campionati di coppia IWG dei massimileggeri.
Agli inizi del 2015 viene scelto come booker principale della New Japan Pro Wrestling, mentre Jado sceglie di far carriera alla Pro Wrestling Noah sempre in qualità di consulente. Il 12 giugno 2016 si riuniscono per sfidare senza successo Atsushi Kotoge e Daisuke Harada per le cinture di coppia GHC dei massimileggeri, in un three-way match che vede coinvolti anche Taichi e Taka Michinoku. L'8 ottobre sconfiggono i nuovi campioni Kotoge e Harada, contro i quali perderanno le cinture il 24 dicembre in una rivincita.

## Personaggio

### Mosse finali
- Complete Shot[1][2]
- Gedo Clutch (schienamento)[1]
- Super Fly (Frog splash)[1]

### Soprannomi
- "Superfly"[20]
- "Complete Fighter"[21]
- "Raintaker"[22]

## Titoli e riconoscimenti
- Big Japan Pro Wrestling
  - BJW Tag Team Championship (1) – con Jado[23]
- Canadian Rocky Mountain Wrestling
  - CRMW North American Mid-Heavyweight Championship (1)[2]
- Frontier Martial-Arts Wrestling / World Entertainment Wrestling
  - FMW Brass Knuckles Tag Team Championship (1) – con Koji Nakagawa[2]
  - FMW World Street Fight 6-Man Tag Team Championship (1) – con Kodo Fuyuki e Jado[2][24]
  - WEW Hardcore Tag Team Championship (1) – con Jado[25]
  - WEW 6-Man Tag Team Championship (5) – con Kodo Fuyuki e Koji Nakagawa (1), Koji Nakagawa e Jado (2), Jado e Kaori Nakayama (1), Jado e Masato Tanaka (1)[26]
  - WEW Tag Team Championship (3) – con Koji Nakagawa (1), Kodo Fuyuki (1) e Masato Tanaka (1)[2]
- New Japan Pro-Wrestling
  - IWGP Junior Heavyweight Tag Team Championship (4) – con Jado[9][10][27]
  - DREAM* Win Jr. Tag Team Tournament (2002) – con El Samurai[28]
  - Super J Tag League (2010) – con Jado[12]
- Pro Wrestling Illustrated
  - PWI ranked him 121 of the top 500 singles wrestlers in the PWI 500 in 2006[29]
- Pro Wrestling Noah
  - GHC Junior Heavyweight Tag Team Championship (1) – con Jado[18]
- Tokyo Sports
  - Best Tag Team Award (2001) – con Jado[30]
- Toryumon X
  - UWA World Trios Championship (1) – con Jado e Katsushi Takemura[31]
- Universal Wrestling Association
  - UWA/UWF Intercontinental Tag Team Championship (4) – con Punish (2), Pat Tanaka (1) e Dick Togo (1)[4]
- Wrestle Association "R"
  - WAR International Junior Heavyweight Championship (2)[2]
  - WAR International Junior Heavyweight Tag Team Championship (1) – con Lion Do[32]
  - WAR World Six-Man Tag Team Championship (6) – con Hiromichi Fuyuki and Jado[2]
- Wrestling Observer Newsletter
  - Best Booker (2011–2014) – con Jado[33][34][35][36]
  - Best Booker (2016)[37]